# Adultero lui, adultera lei
Adultero lui, adultera lei è un film del 1963 diretto da Raffaello Matarazzo.